# Chaloupe à moteur Fairmile type A
La chaloupe à moteur Fairmile type A était un type de Motor Launch conçu par Fairmile Marine pour la Royal Navy.

## Développement
Peu avant la Seconde Guerre mondiale, l’industriel britannique Noël Macklin soumit à l’Amirauté un plan novateur pour la production en série de motor launches, des petits navires de défense portuaire et de lutte anti-sous-marine. Leur conception utilisait des pièces préfabriquées, ce qui permettait à diverses petites entreprises, telles que les fabricants de meubles et de pianos, d’en produire les composants individuels. Parmi ceux dont on connaît le nom figurent Mullard Heals et Parker Knoll. La répartition du travail en dehors des constructeurs de bateaux traditionnels faisait partie d’un accord visant à ne pas imposer de travaux supplémentaires aux fournisseurs habituels de l’Amirauté. Ces composants pouvaient ensuite être assemblés dans des chantiers navals distincts. La coque devait être faite de planches d’acajou à double diagonale, avec des cadres en contreplaqué, et subdivisée en neuf compartiments étanches.
L’Amirauté a rejeté le concept, et le prototype a donc été construit à titre privé. En juillet 1939, deux mois avant le déclenchement de la guerre, l’Amirauté changea d’avis et décerne à Macklin un contrat pour construire onze autres Fairmiles de type A.

## Service

chaloupe à moteur Fairmile type A

Le premier navire (ML 100) n’a été achevé qu’en mai 1940 en raison de problèmes de manœuvrabilité à basse vitesse, mais en juillet les bateaux suivants étaient tous entrés en service. Leur rôle était d’être des escorteurs anti-sous-marins dans les eaux côtières, mais lorsque les chaloupes à moteur Fairmile type B, bien meilleurs, ont commencé à entrer en service à l’automne 1940, les bateaux de type A ont été reconvertis en mouilleurs de mines.